# Schloss Steninge

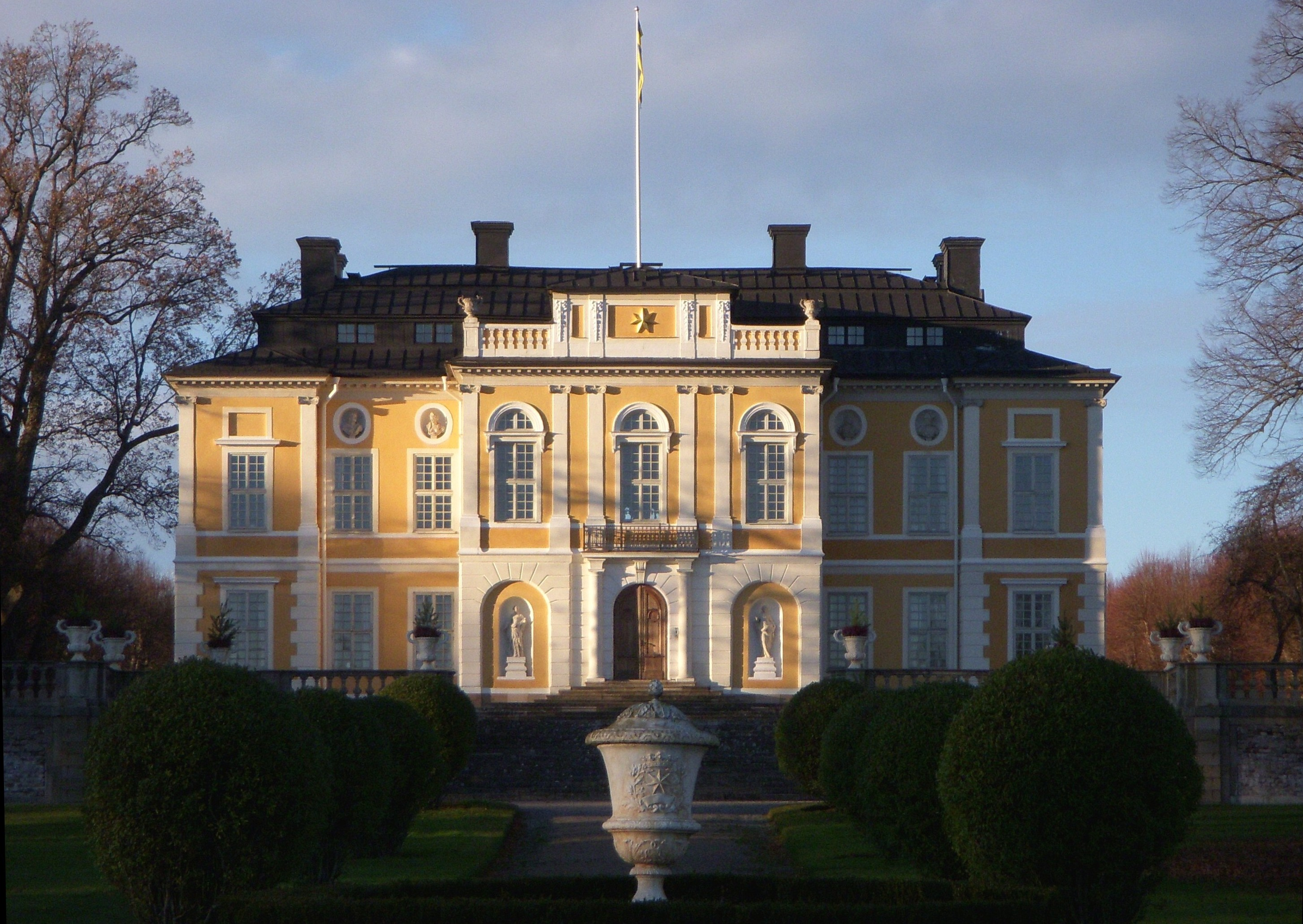
Schloss Steninge 2010

Schloss Steninge, etwa 30 km nördlich von Stockholm bei Märsta in der schwedischen Provinz Uppland gelegen, ist ein kleines Schloss in italienisch beeinflusstem Barockstil.
Das zweigeschossige Schloss mit vier eingeschossigen Seitenflügeln aus Holz wurde zwischen 1694 und 1698 nach Entwürfen des Architekten Nicodemus Tessin d. J. für Graf Carl Gyllenstierna gebaut. Es weist Einflüsse des italienischen Barocks, wie er sich in den Villen Andrea Palladios manifestiert, auf und ist einzigartig in der schwedischen Barockarchitektur. Das Schloss bildete mit dem Garten eine architektonische Einheit, die durch Terrassen, Freitreppen, Pavillons u. a. geschaffen wurde. Vom ursprünglichen Garten sind heute nur noch kleine Reste erhalten.
Das Schloss ist in privatem Besitz und steht seit 1969 als Byggnadsminne unter Denkmalschutz.